# Michel Husson
Michel Husson (ur. 3 kwietnia 1949 w Lyonie, zm. 18 lipca 2021 w Corvara) – francuski statystyk oraz ekonomista marksistowski.

## Życiorys
Husson był administratorem francuskiego Krajowego Instytutu Statystyki i Studiów Ekonomicznych (INSEE), badaczem w Instytucie Badań Gospodarczych i Społecznych (IRES), członkiem Rady Naukowej Stowarzyszenia na rzecz Opodatkowania Transakcji Finansowych i Pomocy Obywatelom (ATTAC), Fundacji Kopernik i komitetu redakcyjnego czasopisma Critique Communiste. Do 6 stycznia 2007 r. był członkiem i naczelnym ekonomistą Związku Rewolucyjnych Komunistów (LCR, francuskiej sekcji Czwartej Międzynarodówki), z którego wystąpił zarzucając LCR politykę sekciarską i podpisując petycję poparcia kandydatury działacza związkowego i alterglobalisty José Bové we francuskich wyborach prezydenckich 2007 roku.
Autor wielu prac z zakresu ekonomii i statystyki, m.in. Misere du capital: Une critique du néolibéralisme (1996), Les ajustements de l’emploi (1999), Six milliards sur la planete: Sommes-nous de trop? (2000), Le grand bluff capitaliste (2001), Les casseurs de l’État social (2003), oraz współautorem m.in. Douze économistes contre le projet de Constitution européenne (2005).
W Polsce znany był jako członek rady redakcyjnej półrocznika społeczno-politycznego i historycznego Rewolucja. Pisywał także do Le Monde diplomatique.